# 刀锋TGPBOX
刀锋TGPBOX，是英特尔、腾讯游戏和海尔推出的游戏主机。

## 简介
2016年5月，在亚洲消费电子展上，英特尔、腾讯游戏和海尔宣布推出TGP（Tencent Games Platform）游戏主机，并称游戏主机搭载第六代英特尔酷睿i3/i5/i7台式机处理器，内含TGP主机游戏模式和Windows10系统。
2016年6月16日，刀锋TGPBOX登录京东众筹，原定的50万人民币，在开放众筹数天内金额突破107万人民币。7月23日，已筹集近109万元。

## 硬件
刀锋TGP BOX分为刀锋TGP BOX-X3和TGP BOX-X5。刀锋TGP BOX支持2.4G和5G双频WIFI，蓝牙4.0，前置两个USB3.0接口，后置2个USB3.0，2个USB2.0，底部支持可插拔SATAIII 2.5 HDD一个。游戏主机支持4K分辨率，有外设刀锋手柄。

### TGP BOX-X3
- 部件明细：i3+128
- 处理器：Intel i3-6100
- 内存：4G DDR4
- 固态硬盘：标配128G SSD
- 显卡：英伟达GTX750Ti
- 显存：2GB
- 操作系统：Win10、游戏模式TGP（自由切换）[3]

### TGP BOX-X5
- 部件明细：i3+128
- 处理器：Intel i5-6400
- 内存：8G DDR4
- 固态硬盘：标配128G SSD和1TB硬盘
- 显卡：英伟达GTX750Ti
- 显存：2GB
- 操作系统：Win10、游戏模式TGP（自由切换）[3]

## 内置游戏
刀锋TGPBOX优先导入腾讯游戏，将引入更多第三方单机游戏。
- 英雄联盟
- FIFA Online3
- NBA 2K
- 怪物猎人
- 极品飞车